# Gospel (Rich Brian, Keith Ape e XXXTentacion)
Gospel è un singolo dei rapper Rich Brian (Indonesiano), Keith Ape (sudcoreano) e XXXTentacion (statunitense), pubblicato il 12 maggio 2017 dalle etichette 88rising e Empire Distribution.

## Tracce
1. Gospel – 2:53 (testo: Brian Imanuel, Dongheon Lee, Jahseh Onfroy, Ronald Spencer, Jr. – musica: Ronny J)

## Formazione
Musicisti
- Brian Imanuel – voce, testi
- Dongheon Lee – voce, testi
- Jahseh Onfroy – voce, testi

Produzione
- Ronald Spencer, Jr. – testi
- Ronny J – produzione